# Богуславский спуск
Богусла́вский спуск — старинная улица Киева, расположенная в Подольском районе.
Протяжённость — 620 м.

## Описание
Пролегает от Кирилловской улицы до конца проезжей части. Возник в XIX столетия поблизости урочища Богуславщина (как поселение было ликвидировано в 40-е годы XIX столетия).
Название — от Иоано-Богословского (Иорданского) монастыря, существовавшего рядом. До середины XX столетия достигал Нагорной улицы (теперь соединён с ней ступенями) и до прокладки Подольского спуска служил в качестве проезда между Куренёвкой и Татаркой. Со времени возникновения существует под современным названием, но в отдельных документах (в частности, 1935 года) обозначен и как Богуславский переулок (на картосхеме Киева за 1911 год переулок под таким названием зафиксирован также на Подоле: пролегал от ул. Кирилловской до тупика, параллельно нынешнему Цимлянскому переулку).

## Транспорт
- Станция метро «Контрактовая площадь»
- Трамваи 11, 12, 19 (по улице Кирилловской)

## Почтовый индекс
04080

## Географические координаты
координаты начала 50°28′28″ с. ш. 30°29′30″ в. д.
координаты конца 50°28′22″ с. ш. 30°29′10″ в. д.